# Eurydema gebleri
Eurydema (Eurydema) gebleri ist eine Wanzenart aus der Familie der Baumwanzen (Pentatomidae).

## Merkmale
Die Wanzen erreichen eine Körperlänge von 5 bis 9 Millimeter. Sie sind schwarz gefärbt und mit einer gelben, orangefarbenen oder rötlichen Musterung versehen, wobei die Farbtöne variieren können. Die Juga sind seitlich orange gefärbt. Auf dem Halsschild befinden sich meist zwei große schwarze Flecke, die orange umrandet sind. Auf dem Schildchen (Scutellum) befindet sich eine Y-förmige orangefarbene Zeichnung. Quer über den Cuneus verläuft ein orangefarbenes Band. Der äußere Rand der Vorderflügel ist orange gefärbt. Die Ventralseite des Hinterleibs weist zwei Längsreihen schwarzer Flecke auf.

## Verbreitung
Eurydema gebleri ist eine paläarktische Art. Sie kommt in Russland, in Sibirien, in der Mongolei, in Nord-China und in Korea vor.

## Lebensweise
Eurydema gebleri ist eine polyphage Wanzenart. Man findet sie häufig an Kreuzblütlern (Brassicaceae) wie Pfefferkraut (Lepidium latifolium) oder Runzeligem Rapsdotter (Rapistrum rugosum).

## Taxonomie
Nach Sunghoon Jung, Izyaslav M. Kerzhner und Seunghwan Lee ist die ebenfalls im Fernen Osten vorkommende Art Eurydema rugosa keine eigenständige Art, sondern eine Unterart von Eurydema gebleri. Gemäß ihrer taxonomischen Untersuchungen gibt es folgende Unterarten:
- Eurydema gebleri gebleri Kolenati, 1846
- Eurydema gebleri rugosa Motschulsky, 1861